# AVer Information
AVer Information Inc. (chiń. 圓展科技股份有限公司) – tajwańskie przedsiębiorstwo elektroniczne. Zostało założone w 2008 roku, a swoją siedzibę ma w Nowym Tajpej.
Zajmuje się opracowywaniem i produkcją wizualizerów oraz narzędzi do monitoringu cyfrowego.
AVer zatrudnia blisko 500 osób na całym świecie.
Przedsiębiorstwo jest notowane na Tajwańskiej Giełdzie Papierów Wartościowych (3669).